# J. Greshoff-prijs
De J. Greshoff-prijs is een tweejaarlijkse prijs vernoemd naar Jan Greshoff (1888-1971) voor een essay of essaybundel, ingesteld door de Jan Campert-Stichting.
De prijs werd in 1978 ingesteld als voortzetting van de 'bijzondere prijs'.

## Gelauwerden
- 2024 - Anaïs Van Ertvelde voor Handicap - een bevrijding[1]
- 2022 - Marjan Slob voor De lege hemel. Over eenzaamheid
- 2020 - Piet Gerbrandy voor Grondwater
- 2018 - Marja Pruis voor Genoeg nu over mij
- 2016 - Kees 't Hart voor Het gelukkige schrijven
- 2014 - Bas Heijne voor Angst en schoonheid
- 2012 - Lucas Hüsgen voor Nazi te Venlo
- 2010 - David Van Reybrouck voor Congo: een geschiedenis
- 2008 - Luuc Kooijmans voor Gevaarlijke kennis. Inzicht en angst in de dagen van Jan Swammerdam
- 2006 - Pam Emmerik voor Het wonder werkt
- 2004 - Frank Westerman voor Ingenieurs van de ziel
- 2002 - Douwe Draaisma voor Waarom het leven sneller gaat als je ouder wordt
- 2000 - Martin Reints voor Nacht- en dagwerk
- 1998 - Atte Jongstra voor Familieportret
- 1996 - Piet Meeuse voor Doorkijkjes
- 1994 - Patricia De Martelaere voor Een verlangen naar ontroostbaarheid
- 1992 - Charlotte Mutsaers voor Kersebloed
- 1990 - K. Schippers voor Museo sentimental
- 1988 - Sem Dresden voor Wat is creativiteit?
- 1986 - Renate Rubinstein voor Nee heb je
- 1984 - Cyrille Offermans voor De kracht van het ongrijpbare
- 1982 - Jacques Kruithof voor Vingeroefeningen
- 1980 - Andreas Burnier voor De zwembadmentaliteit
- 1978 - Maarten 't Hart voor De som der misverstanden